# ヒドロキシカルバミド
ヒドロキシカルバミド（英語: Hydroxycarbamide）とは、1869年にドイツのDreslerらによって合成された尿素誘導体であり、代謝拮抗剤に分類される抗がん剤である。ヒドロキシウレア (Hydroxyurea) 、ヒドロキシ尿素ともいう。商品名は、ハイドレア（ブリストル・マイヤーズ スクイブ社販売）。

## 効能・効果
- 慢性骨髄性白血病
- 本態性血小板血症（平成25年3月25日、公知申請により薬事承認）[1]
- 真性多血症（平成25年3月25日、公知申請により薬事承認）

日本では適応外であるが乾癬への効果も報告されている。また米国では鎌状赤血球症にも適応を持つ。

## おもな副作用
骨髄抑制、間質性肺炎、皮膚潰瘍など。

## 作用機序
ヒドロキシカルバミドは、in vitro試験の結果から以下の3点で抗腫瘍効果を示すと考えられている。

### DNA合成阻害作用
リボヌクレオチドレダクターゼ阻害により細胞内dNTP含量、特にプリン体（dATP、dGTP）含量を急激に低下させDNA合成を阻害し細胞増殖を抑制する。

### DNA修復阻害作用
細胞内dNTPを枯渇化し、種々の要因により惹起されるDNA一本鎖切断の修復不全を生じさせ、最終的に細胞を致死させる。

### 細胞周期に対する作用
ヒドロキシカルバミドは、S期初期へ腫瘍細胞を蓄積させることが認められている。また同様の実験で、ヒドロキシカルバミドは、主にS期初期の細胞に対し殺細胞作用を示し、さらに死を免れたS期の細胞及び他の周期の細胞が同時に分裂期に入るような、周期同調作用を示すことが認められている。

## パッケージ、用法

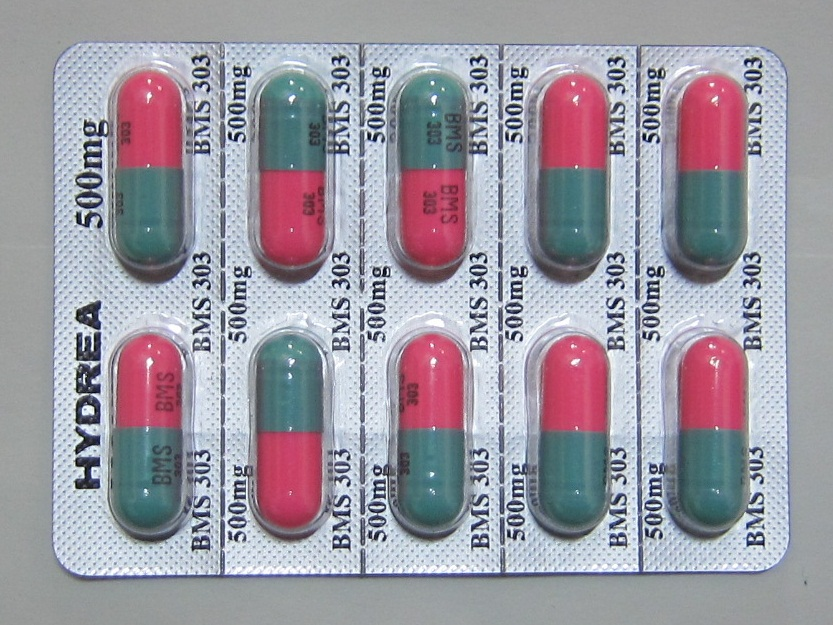
ハイドレア500 mgカプセル　1シート10カプセル　判別しやすいよう派手な色のカプセルが特徴

製品化されているものは500 mgカプセルで経口剤（飲み薬）であり、一日500～2000 mgを1～3回に分服する（医師の判断で増減する）。

## 参考資料
- 『ハイドレア カプセル500mg』医薬品インタビューフォーム・新様式第2版（ブリストル・マイヤーズ）